# Kogia pusilla
Kogia pusilla é uma espécie extinta de baleia da superfamília Physeteroidea do Plioceno Médio (Placenciano) da Itália, relacionada aos atuais cachalote-anão (K. sima) e cachalote-pigmeu (K. breviceps). Conhecida a partir de um único crânio descoberto em 1877, foi considerada uma espécie de baleia-bicuda até 1997. O crânio apresenta muitas características em comum com outros cachalotes e tem tamanho comparável ao do cachalote-anão. Assim como as espécies modernas de Kogia, provavelmente caçava lulas na zona mesopelágica, frequentando plataformas continentais. O ambiente que habitava era provavelmente uma área calma e próxima ao litoral, com um fundo oceânico composto por areia e rochas duras. K. pusilla provavelmente foi extinta devido às glaciações no final do Plioceno.

## Taxonomia
|  | Kogia pusilla                                            |
|  |                                                          |
|  | \| \| K. sima \| \| \| \| \| \| K. breviceps \| \| \| \| |
|  |                                                          |
|  | K. sima                                                  |
|  |                                                          |
|  | K. breviceps                                             |
|  |                                                          |

|  | K. sima      |
|  |              |
|  | K. breviceps |
|  |              |

|  | Kogia pusilla                                            |
|  |                                                          |
|  | \| \| K. sima \| \| \| \| \| \| K. breviceps \| \| \| \| |
|  |                                                          |
|  | K. sima                                                  |
|  |                                                          |
|  | K. breviceps                                             |
|  |                                                          |

|  | K. sima      |
|  |              |
|  | K. breviceps |
|  |              |

|  | Kogia pusilla                                            |
|  |                                                          |
|  | \| \| K. sima \| \| \| \| \| \| K. breviceps \| \| \| \| |
|  |                                                          |
|  | K. sima                                                  |
|  |                                                          |
|  | K. breviceps                                             |
|  |                                                          |

|  | K. sima      |
|  |              |
|  | K. breviceps |
|  |              |

|  | Kogia pusilla                                            |
|  |                                                          |
|  | \| \| K. sima \| \| \| \| \| \| K. breviceps \| \| \| \| |
|  |                                                          |
|  | K. sima                                                  |
|  |                                                          |
|  | K. breviceps                                             |
|  |                                                          |

|  | K. sima      |
|  |              |
|  | K. breviceps |
|  |              |

|  | Kogia pusilla                                            |
|  |                                                          |
|  | \| \| K. sima \| \| \| \| \| \| K. breviceps \| \| \| \| |
|  |                                                          |
|  | K. sima                                                  |
|  |                                                          |
|  | K. breviceps                                             |
|  |                                                          |

|  | K. sima      |
|  |              |
|  | K. breviceps |
|  |              |

|  | Kogia pusilla                                            |
|  |                                                          |
|  | \| \| K. sima \| \| \| \| \| \| K. breviceps \| \| \| \| |
|  |                                                          |
|  | K. sima                                                  |
|  |                                                          |
|  | K. breviceps                                             |
|  |                                                          |

|  | K. sima      |
|  |              |
|  | K. breviceps |
|  |              |

|  | Kogia pusilla                                            |
|  |                                                          |
|  | \| \| K. sima \| \| \| \| \| \| K. breviceps \| \| \| \| |
|  |                                                          |
|  | K. sima                                                  |
|  |                                                          |
|  | K. breviceps                                             |
|  |                                                          |

|  | K. sima      |
|  |              |
|  | K. breviceps |
|  |              |

|  | Kogia pusilla                                            |
|  |                                                          |
|  | \| \| K. sima \| \| \| \| \| \| K. breviceps \| \| \| \| |
|  |                                                          |
|  | K. sima                                                  |
|  |                                                          |
|  | K. breviceps                                             |
|  |                                                          |

|  | K. sima      |
|  |              |
|  | K. breviceps |
|  |              |

|  | Kogia pusilla                                            |
|  |                                                          |
|  | \| \| K. sima \| \| \| \| \| \| K. breviceps \| \| \| \| |
|  |                                                          |
|  | K. sima                                                  |
|  |                                                          |
|  | K. breviceps                                             |
|  |                                                          |

|  | K. sima      |
|  |              |
|  | K. breviceps |
|  |              |

|  | Kogia pusilla                                            |
|  |                                                          |
|  | \| \| K. sima \| \| \| \| \| \| K. breviceps \| \| \| \| |
|  |                                                          |
|  | K. sima                                                  |
|  |                                                          |
|  | K. breviceps                                             |
|  |                                                          |

|  | K. sima      |
|  |              |
|  | K. breviceps |
|  |              |

|  | Kogia pusilla                                            |
|  |                                                          |
|  | \| \| K. sima \| \| \| \| \| \| K. breviceps \| \| \| \| |
|  |                                                          |
|  | K. sima                                                  |
|  |                                                          |
|  | K. breviceps                                             |
|  |                                                          |

|  | K. sima      |
|  |              |
|  | K. breviceps |
|  |              |

|  | Kogia pusilla                                            |
|  |                                                          |
|  | \| \| K. sima \| \| \| \| \| \| K. breviceps \| \| \| \| |
|  |                                                          |
|  | K. sima                                                  |
|  |                                                          |
|  | K. breviceps                                             |
|  |                                                          |

|  | K. sima      |
|  |              |
|  | K. breviceps |
|  |              |

|  | Kogia pusilla                                            |
|  |                                                          |
|  | \| \| K. sima \| \| \| \| \| \| K. breviceps \| \| \| \| |
|  |                                                          |
|  | K. sima                                                  |
|  |                                                          |
|  | K. breviceps                                             |
|  |                                                          |

|  | K. sima      |
|  |              |
|  | K. breviceps |
|  |              |

|  | Kogia pusilla                                            |
|  |                                                          |
|  | \| \| K. sima \| \| \| \| \| \| K. breviceps \| \| \| \| |
|  |                                                          |
|  | K. sima                                                  |
|  |                                                          |
|  | K. breviceps                                             |
|  |                                                          |

|  | K. sima      |
|  |              |
|  | K. breviceps |
|  |              |

|  | Kogia pusilla                                            |
|  |                                                          |
|  | \| \| K. sima \| \| \| \| \| \| K. breviceps \| \| \| \| |
|  |                                                          |
|  | K. sima                                                  |
|  |                                                          |
|  | K. breviceps                                             |
|  |                                                          |

|  | K. sima      |
|  |              |
|  | K. breviceps |
|  |              |

|  | Kogia pusilla                                            |
|  |                                                          |
|  | \| \| K. sima \| \| \| \| \| \| K. breviceps \| \| \| \| |
|  |                                                          |
|  | K. sima                                                  |
|  |                                                          |
|  | K. breviceps                                             |
|  |                                                          |

|  | K. sima      |
|  |              |
|  | K. breviceps |
|  |              |

O espécime-tipo, IGF1540V, consiste em um crânio incompleto, sem dentes, mandíbulas e sem a parte direita e inferior da caixa craniana. Foi encontrado na localidade-tipo La Rocca, perto da cidade de Volterra, em Toscana, Itália, uma área datada do Plioceno Médio, entre 3 e 2,6 milhões de anos atrás. Dentes e ossos perióticos do ouvido interno também foram encontrados na região, possivelmente pertencentes a K. pusilla.
O crânio foi doado ao Museo di Paleontologia da Universidade de Florença em 1877 pelo paleontólogo italiano Roberto Lawley. Em 1893, o paleontólogo Giovanni Capellini [en] acreditava que se tratava de uma baleia-bicuda; inicialmente, pensou que representava o gênero Choneziphius [en], mas depois concluiu que pertencia ao gênero agora duvidoso (Nomen nudum) Placoziphius, com base em semelhanças com os focinhos. Em 1987, foi descrito como Hyperoodon pusillus, uma espécie de botinhoso, por Georg Pilleri. Em 1997, foi finalmente descrito como K. pusilla pelo geólogo Giovanni Bianucci. O nome da espécie pusilla vem do latim e significa "pequena".
K. pusilla é a terceira espécie fóssil de cachalote da família Kogiidae descrita, após Praekogia [en] em 1973 e Scaphokogia [en] em 1988, e o terceiro membro do gênero Kogia [en], ao lado das espécies modernas cachalote-anão (K. sima) e cachalote-pigmeu (K. breviceps). Os outros dois membros da família Kogiidae são Thalassocetus e Nanokogia [en].
O cachalote-anão e o cachalote-pigmeu são mais derivados que K. pusilla. A descoberta de K. pusilla alterou o ponto de especiação entre o cachalote-anão e o cachalote-pigmeu, de cerca de 9,3 milhões de anos atrás para após o Plioceno Inferior (Zancliano), há 5,3 milhões de anos atrás.

## Descrição

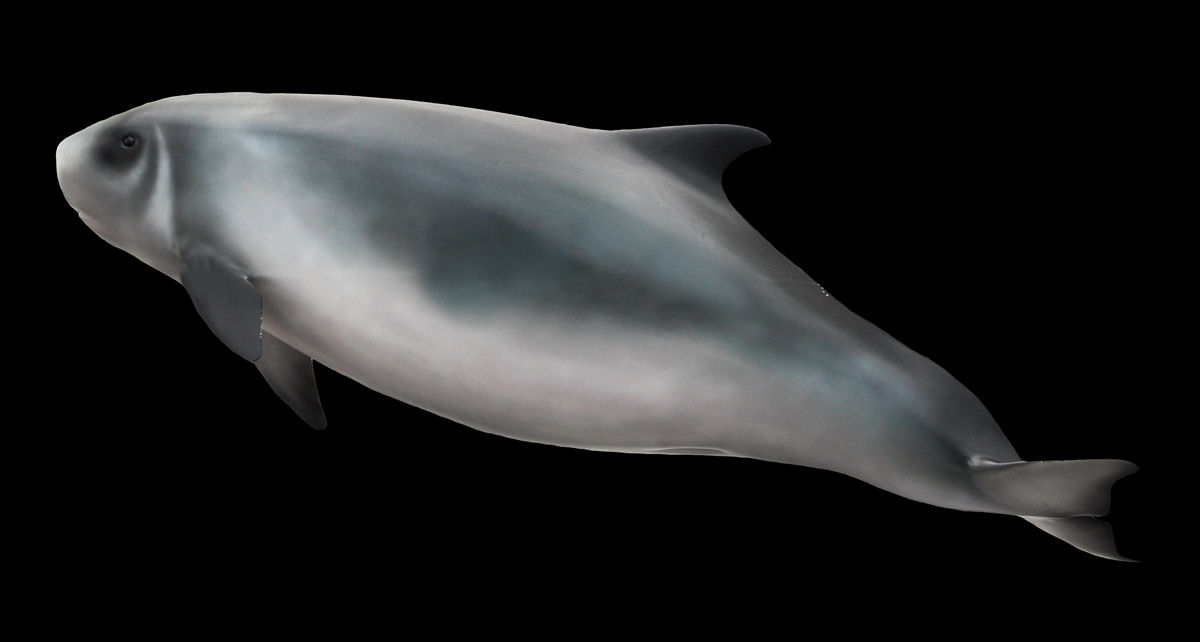
Modelo de museu do cachalote-anão (Kogia sima).

K. pusilla diferencia-se do cachalote-anão e do cachalote-pigmeu pelo focinho mais alongado, osso lacrimal menor, ossos zigomáticos menos pronunciados, menor elevação na parte superior traseira do crânio e maior assimetria entre os lados esquerdo e direito do crânio. É menor que o cachalote-pigmeu e apresenta uma crista sagital mais estreita ao longo da linha média do crânio. O orifício respiratório é deslocado ainda mais para a esquerda que nas espécies modernas de Kogia, e a crista sagital, mais para a direita. No entanto, o tamanho do crânio é comparável ao do cachalote-anão. A caixa craniana de K. pusilla possui uma bacia formada pela pré-maxila direita, que, nas espécies modernas de Kogia, abriga o órgão do espermacete. Esse órgão, exclusivo dos cachalotes, auxilia na ecolocalização ao focar o som. Devido aos ossos zigomáticos menos pronunciados, as fossas cranianas anteriores [en] — depressões no crânio — são menores que nas espécies modernas de Kogia. O osso lacrimal tem formato de gancho, semelhante ao dos membros da família Physeteridae, em contraste com o osso lacrimal triangular dos membros da família Kogiidae. Como outros Kogiidae, não possui ossos nasais. Pensando que era uma baleia-bicuda e usando o holótipo de Placoziphius como escala, Capellini estimou o comprimento em 1,25 m.

## Paleoecologia
K. pusilla, como outras espécies de Kogia, tinha um focinho arredondado, provavelmente uma adaptação para alimentação por sucção. Assim como as espécies modernas de Kogia, provavelmente caçava lulas nas zonas eufótica e mesopelágica, entre 100 e 700 m de profundidade. Considerando que a baleia-piloto fóssil comedora de lulas Globicephala etruriae [en] foi encontrada na mesma área e ocupava o mesmo nicho ecológico, as lulas eram provavelmente mais abundantes no Mediterrâneo durante o Plioceno do que hoje.

## Paleobiologia

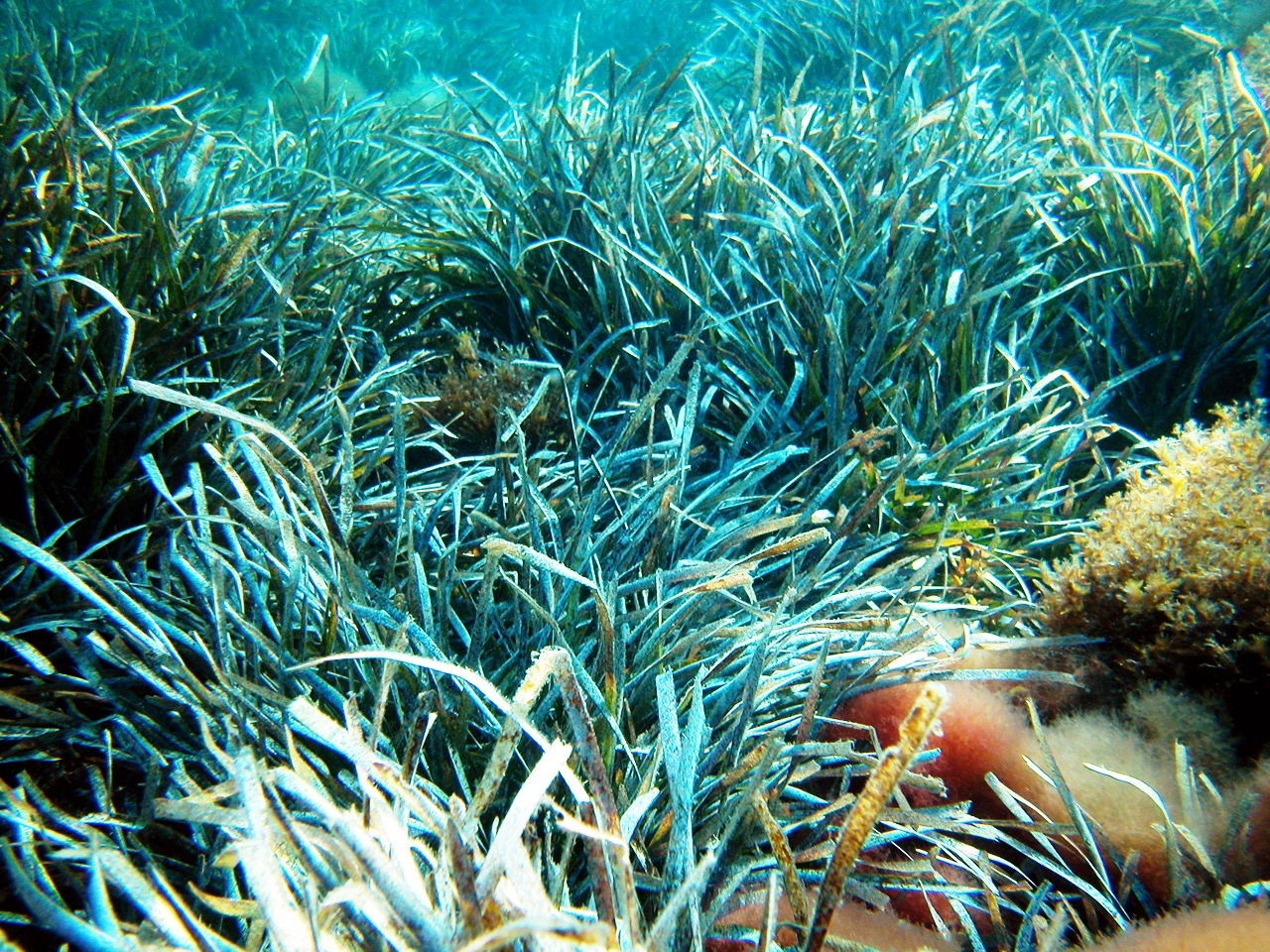
Posidonia oceanica.

A localidade La Rocca, em Volterra, representa uma zona que varia de nerítica a litorânea ao longo de uma plataforma continental. O cachalote-anão e o cachalote-pigmeu também habitam a plataforma continental. A área revelou os golfinhos extintos Etruridelphis [en] e Hemisyntrachelus [en], G. etruriae, a baleia-de-barbatana Balaena paronai, o cachalote (Physeter macrocephalus), as baleias Mesoplodon M. lawleyi e M. danconae, e o peixe-boi Metaxytherium subapenninum. A região possui uma concentração excepcionalmente grande e uma das mais diversas de crustáceos decápodes conhecidas do Plioceno, indicando um fundo oceânico arenoso-lamoso e, em alguns pontos, rochoso, com águas calmas, bem oxigenadas e próximas à costa, condições favoráveis à vida de decápodes. Além disso, algumas áreas podem ter sido cobertas por ervas marinhas, semelhantes a Posidonia oceanica. Alguns invertebrados, incluindo um possível osso de choco [en] de lula, foram preservados. K. pusilla provavelmente foi extinta junto com várias espécies de peixes e moluscos em um evento de extinção no Mediterrâneo no Plioceno Superior (Placenciano), com o início das glaciações.